# Церковь иконы Божией Матери «Одигитрия» (Заплавская)
Церковь иконы Божией Матери «Одигитрия» ― православный храм в станице Заплавская, Октябрьский район, Ростовская область, Россия. Относится к Шахтинской и Миллеровской епархии. Построена в 1834 году и является объектом культурного наследия России.

## История
Первая церковь в станице Заплавская во имя иконы Божией Матери «Одигитрия» была деревянной. Она была заложена 4 апреля 1780 года при станичном атамане Михаиле Кужелеве. Была освящена 28 июля 1781 года, а колокольня к ней была возведена в 1793 году.
В 1804 году станичники обратились в Войсковую канцелярию с просьбой о строительстве новой церкви, но тогда они получили отказ. В 1811 году обратились повторно, поскольку старая церковь значительно обветшала. 23 марта 1811 года им было выдано разрешение на строительство новой каменной трёхпрестольной церкви.
Кирпичная церковь в стиле позднего классицизма (ампира) имела два придела: правым во имя святого Апостола и Евангелиста Иоанна Богослова, и левым во имя святой Великомученицы Варвары была заложена 28 июня 1812 года. Деревянную церковь разобрали, оставшийся от неё пригодный материал употребили на ограду. В 1834 году каменная церковь встала в центре станицы. Недалеко от станицы находились богатые залежи камня-ракушечника. Местные жители вручную добывали этот камень, вывозили его на быках и строили из него дома. Из такого же камня была построена церковь.
В 1930-е годы храм был закрыт и повторно открыт перед началом войны. За время антирелигиозной пропаганды и нацистской оккупации церкви был причинен значительный ущерб. Местным прихожанам пришлось восстанавливать не только само здание, но и утраченные иконы. В 1961 году церковь вновь была закрыта, и уже надолго. В здании располагалось хранилище зерна и ядохимикатов.
В здание заезжали автомашины и гусеничные тракторы, в результате чего она сильно пострадала. Однако благодаря стараниям местных жителей в 1992 году храм был открыт вновь. Восстановительные работы осуществлялись силами прихожан. 17 апреля 2013 года Храм иконы Божией Матери «Одигитрия» в станице Заплавской обрёл новые позолоченные купола с крестами.
Напротив церкви находится школа. Она была построена в 1906 году. Изначально она была церковно-приходской, потом стала начальной.